# دنیس چسا
دنیس چسا (انگلیسی: Dennis Chessa؛ زادهٔ ۱۹ اکتبر ۱۹۹۲) بازیکن فوتبال اهل آلمان است.
از باشگاه‌هایی که در آن بازی کرده‌است می‌توان به باشگاه فوتبال بایرن مونیخ ۲ و باشگاه فوتبال وی‌اف‌آر آلن اشاره کرد.
وی همچنین در تیم‌های ملی فوتبال Germany national under-16 football team و جوانان آلمان بازی کرده‌است.